# Politiek in Limburg (Nederland)
De Nederlandse provincie Limburg wordt bestuurd vanuit het Gouvernement (provinciehuis) in de hoofdstad Maastricht.

## Provinciale Staten
| Uitslagen van de verkiezingen voor de Provinciale Staten vanaf 2007 | Uitslagen van de verkiezingen voor de Provinciale Staten vanaf 2007 | Uitslagen van de verkiezingen voor de Provinciale Staten vanaf 2007 | Uitslagen van de verkiezingen voor de Provinciale Staten vanaf 2007 | Uitslagen van de verkiezingen voor de Provinciale Staten vanaf 2007 | Uitslagen van de verkiezingen voor de Provinciale Staten vanaf 2007 | Uitslagen van de verkiezingen voor de Provinciale Staten vanaf 2007 | Uitslagen van de verkiezingen voor de Provinciale Staten vanaf 2007 | Uitslagen van de verkiezingen voor de Provinciale Staten vanaf 2007 | Uitslagen van de verkiezingen voor de Provinciale Staten vanaf 2007 | Uitslagen van de verkiezingen voor de Provinciale Staten vanaf 2007 | Uitslagen van de verkiezingen voor de Provinciale Staten vanaf 2007 | Uitslagen van de verkiezingen voor de Provinciale Staten vanaf 2007 |
| Partij                                                              | Partij                                                              | 2007                                                                | 2007                                                                | 2011                                                                | 2011                                                                | 2015                                                                | 2015                                                                | 2019                                                                | 2019                                                                | 2023                                                                | 2023                                                                |                                                                     |
| Partij                                                              | Partij                                                              | %                                                                   | Zetels                                                              | %                                                                   | Zetels                                                              | %                                                                   | Zetels                                                              | %                                                                   | Zetels                                                              | %                                                                   | Zetels                                                              |                                                                     |
| ------------------------------------------------------------------- | ------------------------------------------------------------------- | ------------------------------------------------------------------- | ------------------------------------------------------------------- | ------------------------------------------------------------------- | ------------------------------------------------------------------- | ------------------------------------------------------------------- | ------------------------------------------------------------------- | ------------------------------------------------------------------- | ------------------------------------------------------------------- | ------------------------------------------------------------------- | ------------------------------------------------------------------- | ------------------------------------------------------------------- |
|                                                                     | BoerBurgerBeweging                                                  | -                                                                   | -                                                                   | -                                                                   | -                                                                   | -                                                                   | -                                                                   | -                                                                   | -                                                                   | 18,47                                                               | 10                                                                  |                                                                     |
|                                                                     | Partij voor de Vrijheid                                             | -                                                                   | -                                                                   | 20,58                                                               | 10                                                                  | 17,81                                                               | 9                                                                   | 13,55                                                               | 7                                                                   | 12,68                                                               | 6                                                                   |                                                                     |
|                                                                     | Volkspartij voor Vrijheid en Democratie                             | 14,45                                                               | 7                                                                   | 15,99                                                               | 8                                                                   | 11,54                                                               | 5                                                                   | 10,16                                                               | 5                                                                   | 9,56                                                                | 5                                                                   |                                                                     |
|                                                                     | Christen-Democratisch Appèl                                         | 35,35                                                               | 18                                                                  | 19,41                                                               | 10                                                                  | 22,94                                                               | 11                                                                  | 18,65                                                               | 9                                                                   | 9,26                                                                | 5                                                                   |                                                                     |
|                                                                     | GroenLinks                                                          | 4,24                                                                | 2                                                                   | 5,36                                                                | 3                                                                   | 3,87                                                                | 2                                                                   | 8,41                                                                | 4                                                                   | 8,73                                                                | 4                                                                   |                                                                     |
|                                                                     | Partij van de Arbeid                                                | 15,89                                                               | 8                                                                   | 13,50                                                               | 6                                                                   | 7,27                                                                | 4                                                                   | 6,53                                                                | 3                                                                   | 6,98                                                                | 3                                                                   |                                                                     |
|                                                                     | Socialistische Partij                                               | 18,58                                                               | 9                                                                   | 11,95                                                               | 6                                                                   | 15,53                                                               | 8                                                                   | 8,68                                                                | 4                                                                   | 6,67                                                                | 3                                                                   |                                                                     |
|                                                                     | Democraten 66                                                       | 2,27                                                                | 1                                                                   | 5,23                                                                | 2                                                                   | 9,42                                                                | 4                                                                   | 5,80                                                                | 3                                                                   | 6,07                                                                | 3                                                                   |                                                                     |
|                                                                     | Lokaal-Limburg                                                      | -                                                                   | -                                                                   | -                                                                   | -                                                                   | 2,24                                                                | 1                                                                   | 4,06                                                                | 2                                                                   | 4,30                                                                | 2                                                                   |                                                                     |
|                                                                     | JA21                                                                | -                                                                   | -                                                                   | -                                                                   | -                                                                   | -                                                                   | -                                                                   | -                                                                   | -                                                                   | 4,10                                                                | 2                                                                   |                                                                     |
|                                                                     | Partij voor de Dieren                                               | 2,57                                                                | 1                                                                   | 1,69                                                                | 0                                                                   | 2,95                                                                | 1                                                                   | 3,84                                                                | 2                                                                   | 3,76                                                                | 2                                                                   |                                                                     |
|                                                                     | Forum voor Democratie                                               | -                                                                   | -                                                                   | -                                                                   | -                                                                   | -                                                                   | -                                                                   | 14,57                                                               | 7                                                                   | 3,39                                                                | 1                                                                   |                                                                     |
|                                                                     | 50PLUS                                                              | -                                                                   | -                                                                   | 3,89                                                                | 2                                                                   | 3,74                                                                | 1                                                                   | 3,76                                                                | 1                                                                   | 2,52                                                                | 1                                                                   |                                                                     |
|                                                                     | Volkspartij Limburg                                                 | -                                                                   | -                                                                   | -                                                                   | -                                                                   | 2,38                                                                | 1                                                                   | -                                                                   | -                                                                   | -                                                                   | -                                                                   |                                                                     |
|                                                                     | Partij Nieuw Limburg                                                | 3,76                                                                | 1                                                                   | 1,72                                                                | 0                                                                   | -                                                                   | -                                                                   | -                                                                   | -                                                                   | -                                                                   | -                                                                   |                                                                     |
|                                                                     | overige partijen                                                    | 2,89                                                                | 0                                                                   | 0,69                                                                | 0                                                                   | 0,31                                                                | 0                                                                   | 2,01                                                                | 0                                                                   | 3,50                                                                | 0                                                                   |                                                                     |
| totaal                                                              | totaal                                                              | 100,00                                                              | 47                                                                  | 100,00                                                              | 47                                                                  | 100,00                                                              | 47                                                                  | 100,00                                                              | 47                                                                  | 100,00                                                              | 47                                                                  |                                                                     |
| opkomstpercentage                                                   | opkomstpercentage                                                   | 43,92                                                               |                                                                     | 51,70                                                               |                                                                     | 45,03                                                               |                                                                     | 52,57                                                               |                                                                     | 53,93                                                               |                                                                     |                                                                     |

In mei 2008 besloten de Limburgse Provinciale Staten de benaming Limburgs Parlement te voeren.

## Gedeputeerde Staten

### Commissaris van de Koning
Theo Bovens (CDA) was van oktober 2011 tot april 2021 commissaris van de Koning. Bovens heeft op 9 april 2021 zijn aftreden aangekondigd als gevolg van een bestuurscrisis.
Per 19 april 2021 was Johan Remkes benoemd tot waarnemend commissaris van de Koning in Limburg.
In Limburg wordt de commissaris doorgaans gouverneur genoemd.
Op 1 oktober 2021 maakten Provinciale Staten bekend dat zij Emile Roemer hebben voorgedragen als nieuwe commissaris van de Koning in deze provincie. Zijn benoeming ging in op 1 december 2021.
Provinciesecretaris is P.M. (Peter) Díez.

### 2007-2011
Het college van Gedeputeerde Staten berustte voor de periode 2007-2011 op een coalitie van CDA en PvdA. Gedeputeerden waren in deze periode:
- G.H.M. (Ger) Driessen - CDA
- J.W.M.M.J. (Jos) Hessels - CDA (opvolger in 2009 van Herman Vrehen)
- H.M. (Bert) Kersten - PvdA
- N.M.J.G. (Noel) Lebens - CDA
- H.T.J. (Herman) Vrehen - CDA (opgestapt in 2009[9])
- O.M.T. (Odile) Wolfs - PvdA

### 2011-2015
Het college van Gedeputeerde Staten zou voor de periode 2011-2015 op een coalitie van PVV, CDA en VVD rusten, maar viel op 20 april 2012 toen een motie van wantrouwen tegen de PVV-gedeputeerden werd aangenomen. De gedeputeerden van de PVV hadden het vertrouwen verloren na hun optreden tijdens het staatsbezoek van de Turkse president Gül.
Op 4 juni 2012 werd een nieuw coalitieakkoord gepresenteerd. Het college bestond sedertdien uit de volgende leden:
- Twan Beurskens - VVD
- Patrick van der Broeck - CDA
- Peter van Dijk - PvdA
- Bert Kersten - PvdA
- Erik Koppe - VVD
- Noël Lebens - CDA

### 2015-2019
In 2015 komt de SP voor het eerst in het provinciaal bestuur. De socialisten starten met twee gedeputeerden in een coalitie van CDA, VVD, D66 en PvdA en SP. Marleen van Rijnsbergen en Daan Prevoo worden de eerste SP-gedeputeerden in Limburg. Het nemen van bestuurlijke verantwoordelijkheid leidt in 2018 tot een crisis binnen de partij. Vijf van de acht leden in Provinciale Staten stappen op, wat uitendelijk ook leidt tot het aftreden van Prevoo en Van Rijnsbergen. De portefeuilles van de SP-gedeputeerden worden verdeeld onder de zittende bestuurders.
Het college bestaat uit vijf leden:
- J.P. (Joost) van den Akker (opvolger van Twan Beurskens) - VVD
- E. (Eric) Geurts - PvdA
- G.P.J. (Ger) Koopmans (opvolger van Noël Lebens) - CDA
- H.J.H. (Hubert) Mackus (opvolger van Patrick van der Broeck) - CDA
- H. (Hans) Teunissen - D66

### 2019-2023
Bij de formatie van het college van Gedeputeerde Staten voor de periode 2019-2023 werd besloten tot een extraparlementair college; een college dat niet wordt samengesteld op basis van partijlidmaatschap, maar op basis van deskundigheid. De leden werden op persoonlijke titel benoemd en niet namens een partij. De informateurs Ger Koopmans (CDA) en Geert Gabriëls (Weert Lokaal) kwamen hiertoe omdat de vorming van een coalitie met zes partijen onmogelijk bleek en de formatie lang duurde. Het college werd samengesteld door formateurs Koopmans en Karin Straus (VVD).
Het college functioneerde tot 6 april 2021 en bestond uit zeven leden (vermelde partijnaam is hier alleen van welke partij de leden oorspronkelijk afkomstig zijn, ze zaten niet namens de partij in dit college):
- Joost van den Akker - VVD (opgestapt op 9 april 2021)[12]
- Carla Brugman-Rustenburg - partijloos, voormalig GroenLinks[13][14] (opgestapt op 9 april 2021)
- Ruud Burlet - voormalig FVD[15] (opgestapt op 9 april 2021)
- Andy Dritty - Lokaal-Limburg[16] (opgestapt op 9 april 2021)
- Robert Housmans - PVV (opgestapt op 9 april 2021)
- Ger Koopmans - CDA (opgestapt als gedeputeerde op 26 maart 2021)[17]
- Hubert Mackus - CDA (opgestapt als gedeputeerde op 26 maart 2021)

Nadat eerder beide CDA-gedeputeerden waren opgestapt, trad op 9 april 2021 het gehele college van Gedeputeerde Staten terug in verband met een integriteitsschandaal rondom de Stichting Instandhouding Kleine Landschapselementen in Limburg (IKL) en oud-gedeputeerde Herman Vrehen. Ook commissaris van de Koning Theo Bovens vertrok. Johan Remkes werd aangesteld als waarnemend commissaris en stelde Onno Hoes aan als verkenner. Hoes werd vervolgens aangesteld als formateur maar zag een poging om een nieuw extraparlementair college te vormen in juni mislukken. Hierop ging Remkes zelf kandidaten voor een nieuw college werven. Op 2 juli 2021 werd een nieuw extraparlementair college benoemd en geïnstalleerd dat bestond uit zes leden (vermelde partijnaam is hier alleen van welke partij de leden oorspronkelijk afkomstig zijn, ze zitten niet namens de partij in dit college):
- Lia Roefs - (PvdA)
- Madeleine van Toorenburg - (CDA)
- Geert Gabriëls - (GroenLinks)
- Ad Roest - (Lokaal-Limburg)
- Stephan Satijn - (VVD)
- Maarten van Gaans - (D66)

### 2023-2027
Op 23 juni 2023 werd een nieuw college van gedeputeerden geïnstalleerd.
- Léon Faassen (BBB) - portefeuille landelijk gebied, grond- en vastgoed, IPO-bestuur
- Stephan Satijn (VVD) - portefeuille economie, financiën en bedrijfsvoering, public affairs;
- Michael Theuns (CDA) - portefeuille ruimte, wonen, bodem en water;
- Jasper Kuntzelaers (PvdA) - portefeuille cultuur en erfgoed, mobiliteit, landbouw;
- Marc van Caldenberg (SP) - portefeuille sociale agenda, energie en toezicht en handhaving;
- Elianne Demollin-Schneiders (BBB) - portefeuille bestuur, onderwijs en arbeidsmarkt, regio deals en Europese fondsen.

## Landelijke verkiezingen in de provincie Limburg
| Uitslagen van de verkiezingen vanaf 2006 (in percentages) | Uitslagen van de verkiezingen vanaf 2006 (in percentages) | Uitslagen van de verkiezingen vanaf 2006 (in percentages) | Uitslagen van de verkiezingen vanaf 2006 (in percentages) | Uitslagen van de verkiezingen vanaf 2006 (in percentages) | Uitslagen van de verkiezingen vanaf 2006 (in percentages) | Uitslagen van de verkiezingen vanaf 2006 (in percentages) | Uitslagen van de verkiezingen vanaf 2006 (in percentages) | Uitslagen van de verkiezingen vanaf 2006 (in percentages) | Uitslagen van de verkiezingen vanaf 2006 (in percentages) | Uitslagen van de verkiezingen vanaf 2006 (in percentages) |
| Partij                                                    | TK2006                                                    | EP2009                                                    | TK2010                                                    | TK2012                                                    | EP2014                                                    | TK2017                                                    | EP2019                                                    | TK2021                                                    | TK2023                                                    | EP2024                                                    |
| --------------------------------------------------------- | --------------------------------------------------------- | --------------------------------------------------------- | --------------------------------------------------------- | --------------------------------------------------------- | --------------------------------------------------------- | --------------------------------------------------------- | --------------------------------------------------------- | --------------------------------------------------------- | --------------------------------------------------------- | --------------------------------------------------------- |
| PVV                                                       | 11,53                                                     | 24,29                                                     | 26,79                                                     | 17,72                                                     | 20,77                                                     | 19,58                                                     | 6,46                                                      | 17,15                                                     | 33,26                                                     | 24,40                                                     |
| GL                                                        | 3,40                                                      | 6,34                                                      | 5,25                                                      | 1,83                                                      | 5,02                                                      | 6,81                                                      | 7,15                                                      | 4,08                                                      | 13,49                                                     | 17,14                                                     |
| PvdA                                                      | 20,29                                                     | 9,74                                                      | 15,60                                                     | 21,83                                                     | 7,70                                                      | 4,04                                                      | 29,74                                                     | 6,97                                                      | 13,49                                                     | 17,14                                                     |
| CDA                                                       | 28,58                                                     | 31,19                                                     | 15,98                                                     | 9,67                                                      | 20,40                                                     | 14,94                                                     | 16,14                                                     | 11,08                                                     | 3,41                                                      | 15,98                                                     |
| VVD                                                       | 10,80                                                     | 7,78                                                      | 15,49                                                     | 22,66                                                     | 9,41                                                      | 17,91                                                     | 9,40                                                      | 20,91                                                     | 13,82                                                     | 10,06                                                     |
| D66                                                       | 1,12                                                      | 7,16                                                      | 4,66                                                      | 6,32                                                      | 12,15                                                     | 10,56                                                     | 4,43                                                      | 12,58                                                     | 4,83                                                      | 6,75                                                      |
| BBB                                                       | -                                                         | -                                                         | -                                                         | -                                                         | -                                                         | -                                                         | -                                                         | 0,84                                                      | 4,42                                                      | 5,09                                                      |
| NSC                                                       | -                                                         | -                                                         | -                                                         | -                                                         | -                                                         | -                                                         | -                                                         | -                                                         | 14,12                                                     | 3,80                                                      |
| Volt                                                      | -                                                         | -                                                         | -                                                         | -                                                         | -                                                         | -                                                         | 1,25                                                      | 1,55                                                      | 1,00                                                      | 3,67                                                      |
| PvdD                                                      | 1,51                                                      | 3,08                                                      | 1,33                                                      | 1,80                                                      | 3,76                                                      | 2,92                                                      | 3,72                                                      | 3,48                                                      | 1,72                                                      | 3,62                                                      |
| FVD                                                       | -                                                         | -                                                         | -                                                         | -                                                         | -                                                         | 2,02                                                      | 12,13                                                     | 6,46                                                      | 2,31                                                      | 2,92                                                      |
| SP                                                        | 20,56                                                     | 7,79                                                      | 12,92                                                     | 14,36                                                     | 12,72                                                     | 13,65                                                     | 4,05                                                      | 7,65                                                      | 3,76                                                      | 2,48                                                      |
| 50Plus                                                    | -                                                         | -                                                         | -                                                         | 2,16                                                      | 5,13                                                      | 4,56                                                      | 3,8                                                       | 1,40                                                      | 0,56                                                      | 1,65                                                      |
| JA21                                                      | -                                                         | -                                                         | -                                                         | -                                                         | -                                                         | -                                                         | -                                                         | 1,97                                                      | 0,60                                                      | 0,56                                                      |
| CU                                                        | 1,15                                                      | 0,88                                                      | 0,63                                                      | 0,53                                                      | 0,89                                                      | 0,65                                                      | 0,76                                                      | 0,71                                                      | 0,33                                                      | 0,52                                                      |
| SGP                                                       | 0,07                                                      | [ 21 ]                                                    | 0,06                                                      | 0,10                                                      | [ 21 ]                                                    | 0,13                                                      | [ 21 ]                                                    | 0,12                                                      | 0,10                                                      | 0,23                                                      |
| DENK                                                      | -                                                         | -                                                         | -                                                         | -                                                         | -                                                         | 1,09                                                      | 0,58                                                      | 1,01                                                      | 1,23                                                      | -                                                         |
| BIJ1                                                      | -                                                         | -                                                         | -                                                         | -                                                         | -                                                         | -                                                         | -                                                         | 0,26                                                      | 0,17                                                      | -                                                         |
| overig                                                    | 0,99                                                      | 1,75                                                      | 1,29                                                      | 1,02                                                      | 2,05                                                      | 1,14                                                      | 0,39                                                      | 1,79                                                      | 0,87                                                      | 1,14                                                      |
| Opkomst                                                   | 77,90                                                     | 33,37                                                     | 72,92                                                     | 70,68                                                     | 33,62                                                     | 78,35                                                     | 37,26                                                     | 75,84                                                     | 75,10                                                     | 40,43                                                     |